# Nol
Nol är en del av tätorten Nödinge-Nol i Ale kommun, belägen i Starrkärrs socken vid E45 och Norge/Vänerbanan, öster om Göta älv, cirka 2,5 mil nordost om Göteborg. 
Nol ligger norr om Nödinge och söder om Alafors, de tre orter som sammanväxt och bildar Nödinge-Nol.

## Historia
Nols järnvägsstation öppnades för trafik 1877 och lades ned 1970. 2012 öppnades Nol station på nytt för pendeltåget Alependeln som går i kvartstrafik.
År 1914 startade Tudors batteritillverkning i Nol, 1999 lades produktionen ner.

## Näringsliv
I Tudors gamla lokaler har utvecklingsbolaget ETC Battery and FuelCells Sweden AB sin verksamhet, med inriktning mot ny batteri- och bränslecellsteknik. I Nol finns även petrokemisk industri. Axel Christiernsson AB tillverkar smörjfetter med Nordeuropas största fabrik i Nol. Vid Perstorp Oxo AB:s  i Nol tillverkas ftalsyraanhydrid (FSA) som är en viktig mellanprodukt vid tillverkningen av mjukgörare till plaster, omättade polyesterhartser samt alkylhartser för lack- och färgindustrin. Anläggningen är den enda FSA-anläggningen i norra Europa. Dåvarande Neste Oxo (nu Perstorp Oxo) tog över f.d. Polyester AB, som var beryktat för miljöfarliga utsläpp i Göta älv.

## Samhället
I Nol finns en av kommunens två deltidsbrandstationer, den andra finns i Surte, samt Nols kyrka. Pendeltåg stannar vid Nol station, som ligger centralt i samhället.
I Nol finns livsmedelsbutik, vitvarubutik, pizzeria, indisk restaurang, vårdcentral med BVC, fyra förskolor och en F-6 skola Nolskolan med ca 360 elever.